# Bernicie
VIe siècle – 655
Entités précédentes :
- Empire romain d'Occident (province de Bretagne seconde ?)

Entités suivantes :
- Northumbrie

La Bernicie (Beornica en vieil anglais) est un royaume anglo-saxon situé dans le nord de l'Angleterre et le sud de l'Écosse actuelles. Fondé au VIe siècle, il est uni au royaume voisin de Deira au début du VIIe siècle pour former le royaume de Northumbrie.
Son territoire se serait étendu depuis la Tyne vers le nord, atteignant finalement le Firth of Forth. Sa frontière occidentale s'est graduellement étendue, mordant sur les royaumes de langue brittonique de Rheged, Gododdin et Dumbarton. La résidence royale principale est le château de Bamburgh, près de l'île de Lindisfarne.

## Histoire

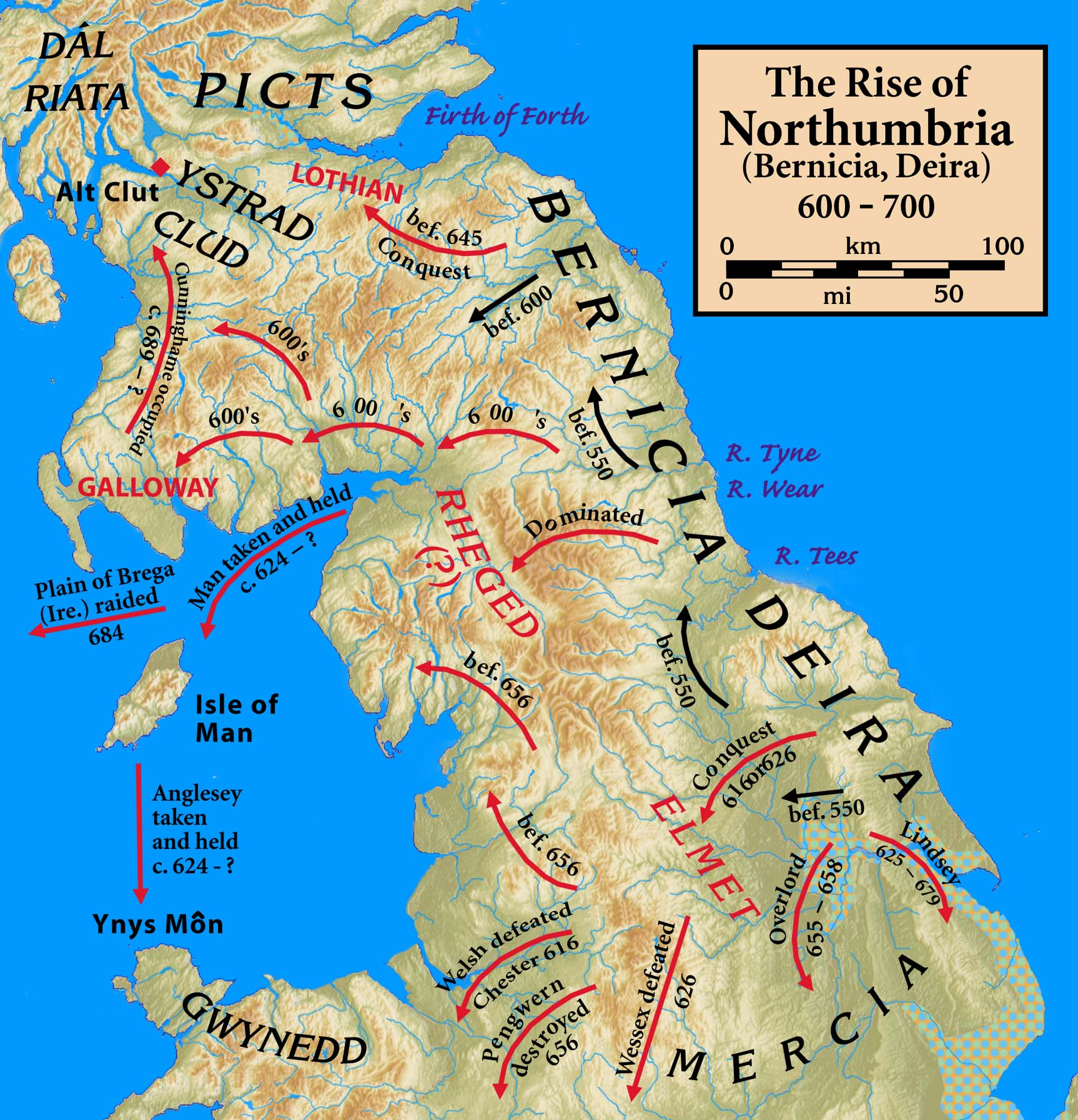
Expansion des royaumes de Bernicie et de Deira au VIIe siècle.

### Étymologie et origines du royaume
Le nom de Bernicie semble dériver du brittonique Brynaich ou Bryneich. C'est sous cette forme brittonique qu'il apparaît dans la poésie galloise ancienne. On trouve encore au IXe siècle, dans l'Historia Brittonum, la forme Berneich ou Birneich. C'était très probablement le nom d'un royaume breton local, nom ensuite adopté par les colons angles, qui l'ont rendu en vieil anglais sous la forme Bernice ou Beornice après leur conquête du territoire. L'hypothèse inverse, suggérant que ces noms représentent une adaptation Brithonnique d'une forme anglaise antérieure, est considérée comme moins probable.
La toponymie locale suggère une activité politique continue dans la région, avant l'arrivée des Angles. D'importants centres angles de Bernicie portent des noms d'origine britonnique, ou sont connus ailleurs sous des noms britonniques : Bamburgh est appelé Din Guaire dans l'Historia Brittonum ; Dunbar, où Saint Wilfrid fut autrefois emprisonné, est connue sous le nom de Dinbaer ; et le nom de Coldingham est traduit par Bede comme Coludi urbs ("la ville de Colud"), où Colud semble représenter une forme britonnique, désignant peut-être le fort de la colline de St Abb's Head.
Sur l'étymologie, il n'y a guère de consensus. L'étymologie la plus couramment citée donne le sens de « Pays des cols de montagne » ou « Pays à l'écart » (proposé provisoirement par Kenneth H. Jackson). Une dérivation antérieure du nom tribal des Brigantes a été rejetée comme linguistiquement douteuse. En 1997, John T. Koch a suggéré la fusion d'une forme primaire probable *Bernech, avec la forme indigène *Brïγent, désignant l'ancienne civitas Brigantum voisine, à la suite de l'expansion angle dans ce territoire au cours du VIIe siècle.
Il est donc possible d'envisager, avant l'arrivée des Anglo-Saxons, un royaume breton, formé à partir de ce qui avait été autrefois le sud du territoire des Votadini, portant le nom de Brynaich ait occupé la région, peut-être dans le cadre de la division d'un supposé « grand royaume du nord » de Coel Hen en c. AD 420. Ce royaume du nord est appelé par les érudits gallois Yr Hen Ogledd ou, littéralement, "Le Vieux Nord". Dans cette hypothèse, le premier roi de Brynaich serait Garbanion ap Coel, fils de Coel Hen. Il existe plusieurs généalogies en vieux gallois des princes des « Hommes du Nord », qui peuvent représenter les rois des royaumes britonniques de la région. John Morris a supposé que la lignée d'un certain Morcant Bulc, descendant de Garbanion, faisait référence aux rois de Brynaich.
Le royaume de Brynaich a peut-être été gouverné ensuite à partir du site de Bamburgh, qui figure dans les sources galloises sous le nom de Din Gaire ou Din Guardi. Près de cette résidence de haut rang se trouvait l'île de Lindisfarne, anciennement connue, en gallois, sous le nom d'Ynys Metcaut, et qui devint le siège des évêques berniciens.
On ne sait pas quand les Angles ont finalement conquis toute la région, le plus probables étant que cette conquête prend place aux environs de l'an 604. On sait par ailleurs que Æthelfrith de Bernicie, prend vraisemblablement le pouvoir au royaume de Brynaich vers 592, après avoir chassé un obscur roi angle.

## Liste des rois brittoniques de Brynaich
Les Harleian genealogies donnent la généalogie d'une lignée de descendants de Coel Hen qui auraient régné sur le royaume de Brynaich:  
[M]orcant map Coledauc map Morgant bulc map Cincar braut map Bran hen, map dumngual moilmut map Garbaniaún map Coyl hen map Guotepauc map Tecmant map Teuhant map Telpuil map Vrban map Grat map Iumetel map Ritigirn map Oudecant map Outigir map Ebiud map Eudos map Eudelen map Aballac map Beli et anna
- vers 440-470 : Garbanion ap Coel
- vers 470-500 : Dyfnwal Moelmud
- vers 500-540 : Bran Hen (ru), son fils ainé,
- vers 540-560 : Morcant Bulc ou Morgan [I] Fwlech fils de Cyngar frère de Bran Hen
- vers 560-590 : Coleddog (ru) son fils
- vers 590-600 : Morcant ou Morgan [II] son fils

En 604, Æthelfrith devient roi de Deira, probablement par la force : le prince Edwin de Deira est forcé de se réfugier en Est-Anglie. Æthelfrith gouverne les deux royaumes jusqu'à sa mort au combat, en 616 ou 617, après laquelle Edwin lui succède à la tête de la Bernicie et du Deira.
En 633, Edwin est tué en affrontant le Gallois Cadwallon ap Cadfan lors de la bataille de Hatfield Chase. Ses deux royaumes se choisissent chacun un nouveau souverain et Eanfrith, fils d'Æthelfrith, devient roi de Bernicie. Cependant, il est tué par Cadwallon l'année suivante en tentant de négocier avec lui. Son frère Oswald lui succède, triomphe de Cadwallon à Heavenfield et réunit à nouveau la Bernicie et le Deira. Les deux royaumes fusionnent alors au sein du royaume de Northumbrie.

## Liste des rois de Bernicie
Les origines du royaume sont obscures, et rien ne prouve que les rois Esa et Eoppa aient réellement existé. Le premier roi qui apparaît dans les annales est Ida, en 547. Il convient toutefois de considérer ces dates comme approximatives, tant les sources sont imprécises, corrompues et parfois contradictoires.
- 547-559 : Ida
- 559-560 : Glappa
- 560-568 : Adda, fils d'Ida
- 568-572 : Æthelric, fils d'Ida
- 572-579 : Théodric, fils d'Ida
- 579-585: Frithuwald
- 585-592: Hussa
- 593-616 : Æthelfrith, fils d'Æthelric
- 616-633 : Edwin de Deira
- 633-634 : Eanfrith, fils d'Æthelfrith
  - 634-642 : Oswald (réunion de Deira et Bernicie)
- 642-655 : Oswiu